# Bàsquet als Jocs Olímpics d'estiu de 1992
La competició de bàsquetbol dels Jocs Olímpics d'Estiu 1992 va celebrar-se entre el 26 de juliol i el 8 d'agost de 1992. La seu única va ser Palau d'Esports de Badalona, tot i que en un principi era previst que les rondes finals es disputaren al Palau Sant Jordi. Des dels Jocs de París 1936 el bàsquet és esport olímpic. Això feia de Barcelona la tretzena edició olímpica, una més si tenim en compte els Jocs de 1904, on va ser esport de demostració.

## Comitès participants
Hi participaren un total de 236 jugadors, 142 homes i 94 dones, de 15 comitès nacionals diferents:
| Categoria masculina - Angola - Alemanya - Austràlia - Brasil - Croàcia - Equip Unificat - Espanya - Estats Units - Lituània - Puerto Rico - Veneçuela - R.P. de la Xina | Categoria femenina - Brasil - Cuba - Equip Unificat - Espanya - Estats Units - Itàlia - Txecoslovàquia - R.P. de la Xina |

## Resum de medalles
| Prova                   | Or | Plata | Bronze |
| Bàsquet masculí Detalls | Estats Units (USA)Christian Laettner · David Robinson · Patrick Ewing · Larry Bird · Scottie Pippen · Michael Jordan · Clyde Drexler · Karl Malone · John Stockton · Chris Mullin · Charles Barkley · Earvin Johnson       | Croàcia (CRO)Dražen Petrović · Velimir Perasović · Danko Cvjetičanin · Toni Kukoč · Vladan Alanović · Franjo Arapović · Žan Tabak · Stojko Vranković · Alan Gregov · Arijan Komazec · Dino Rađa · Aramis Naglić | Lituània (LTU)Valdemaras Chomičius · Alvydas Pazdrazdis · Arūnas Visockas · Darius Dimavičius · Romanas Brazdauskis · Gintaras Krapikas · Rimas Kurtinaitis · Arvydas Sabonis · Artūras Karnišovas · Šarūnas Marčiulionis · Gintaras Einikis · Sergėjus Jovaiša |
| Bàsquet femení Detalls  | Equip Unificat (EUN)Elena Jirko Elena Baranova Irina Guerlits Elena Tornikidou Elena Txvaibovitx Marina Tkatxenko Irina Minkh Elena Khoudatxova Irina Soumnikova Elen Bounatiants Natalia Zassoulskaia Svetlana Zaboloueva | R.P. de la Xina (CHN)Cong Xuedi · Li Xin · Liu Jun · Wang Fang · Zheng Dongmei · He Jun · Peng Ping · Zheng Haixia · Zheng Xiulin · Li Dongmei · Liu Qing · Zhan Shuping                                        | Estats Units (USA)Teresa Edwards · Daedra Charles · Clarissa Davis · Teresa Weatherspoon · Tammy Jackson · Victoria Orr · Victoria Bullett · Carolyn Jones · Katrina Felicia McClain · Medina Dixon · Cynthia Cooper · Suzanne McConnell                        |

## Medaller
| Posició | País                  | Or | Plata | Bronze | Total |
| ------- | --------------------- | -- | ----- | ------ | ----- |
| 1       | Estats Units (USA)    | 1  | 0     | 1      | 2     |
| 2       | Equip Unificat (EUN)  | 1  | 0     | 0      | 1     |
| 3       | Croàcia (CRO)         | 0  | 1     | 0      | 1     |
| 3       | R.P. de la Xina (CHN) | 0  | 1     | 0      | 1     |
| 5       | Lituània (LTU)        | 0  | 0     | 1      | 1     |